# Levadiakos
Der APO Levadiakos zumeist nur Levadiakos (griechisch Α.Π.Ο. Λεβαδειακός), vollständiger Name des Vereines Athlitikos Podosferikos Omilos Levadiakos akronym für Sport- und Fußballverein Levadiakos im englischsprachigen Raum auch als Levadiakos FC bekannt, ist ein griechischer Fußballverein aus Livadia.

## Geschichte

Altes Vereinslogo von Levadiakos

Der Provinzclub Levadiakos ging 1961 aus einer Fusion der örtlichen Vereine Pallevadiaki und Trofonia hervor. Einschließlich der Saison 2005/06 gelang es dem Club, insgesamt sechs Saisons in der ersten griechischen Liga zu spielen. Eine beachtliche Leistung, zumal sich der Verein in der Saison 1999/2000 mit der vierten griechischen Liga an einem Tiefpunkt der Vereinsgeschichte befand. Zum letzten Mal spielte der Verein in der Saison 2005/06 in der A1 Liga und stieg erst am letzten Spieltag, nach einer Niederlage beim direkten Konkurrenten OFI Kreta, in die Beta Ethniki ab. 2010/11 gelang dann der Wiederaufstieg in die erste Liga, in der sich der Klub in der Saison 2011/12 mit dem siebten Tabellenplatz wieder etablierte.
Seine Heimspiele trägt der Verein im 5915 Zuschauer fassenden Stadio Livadias Stadion aus, welches im Sommer 2005, anlässlich des Aufstiegs in die Superleague, renoviert wurde.

## Ehemalige Trainer
- Kostas Polychroniou (1987)
- Georgi Wassilew (2007–2008)
- José Anigo (2017–2018)

## Ehemalige Spieler
- Jewstafi Pechlewanidi (1990–1993)
- Sebastian Schindzielorz (2007–2008)
- Serge Branco (2009–2010)
- Victor Agali (2009–2010)
- Ioannis Alexiou (2009–2012)
- Javier López Vallejo (2010)